# Летяща риба (съзвездие)
Летяща риба е съзвездие в южното полукълбо, както и животно. Тъй като е обособено в края на 16 век, за него няма съпътстваща митология.